# Cryptocellus conori
Espèce
Cryptocellus conori est une espèce de ricinules de la famille des Ricinoididae.

## Distribution
Cette espèce est endémique d'Amazonas au Brésil. Elle se rencontre vers Careiro.

## Description
Le mâle holotype mesure 3,9 mm et la femelle paratype 5,1 mm.

## Étymologie
Cette espèce est nommée en l'honneur de Conori, reine des Icamiabas.

## Publication originale
- Tourinho & Saturnino, 2010 : On the Cryptocellus peckorum and Cryptocellus adisi groups, and description of a new species of Cryptocellus from Brazil (Arachnida: Ricinulei). Journal of arachnology, vol. 38, no 3, p. 425-432 (texte intégral).